# Bleuissage

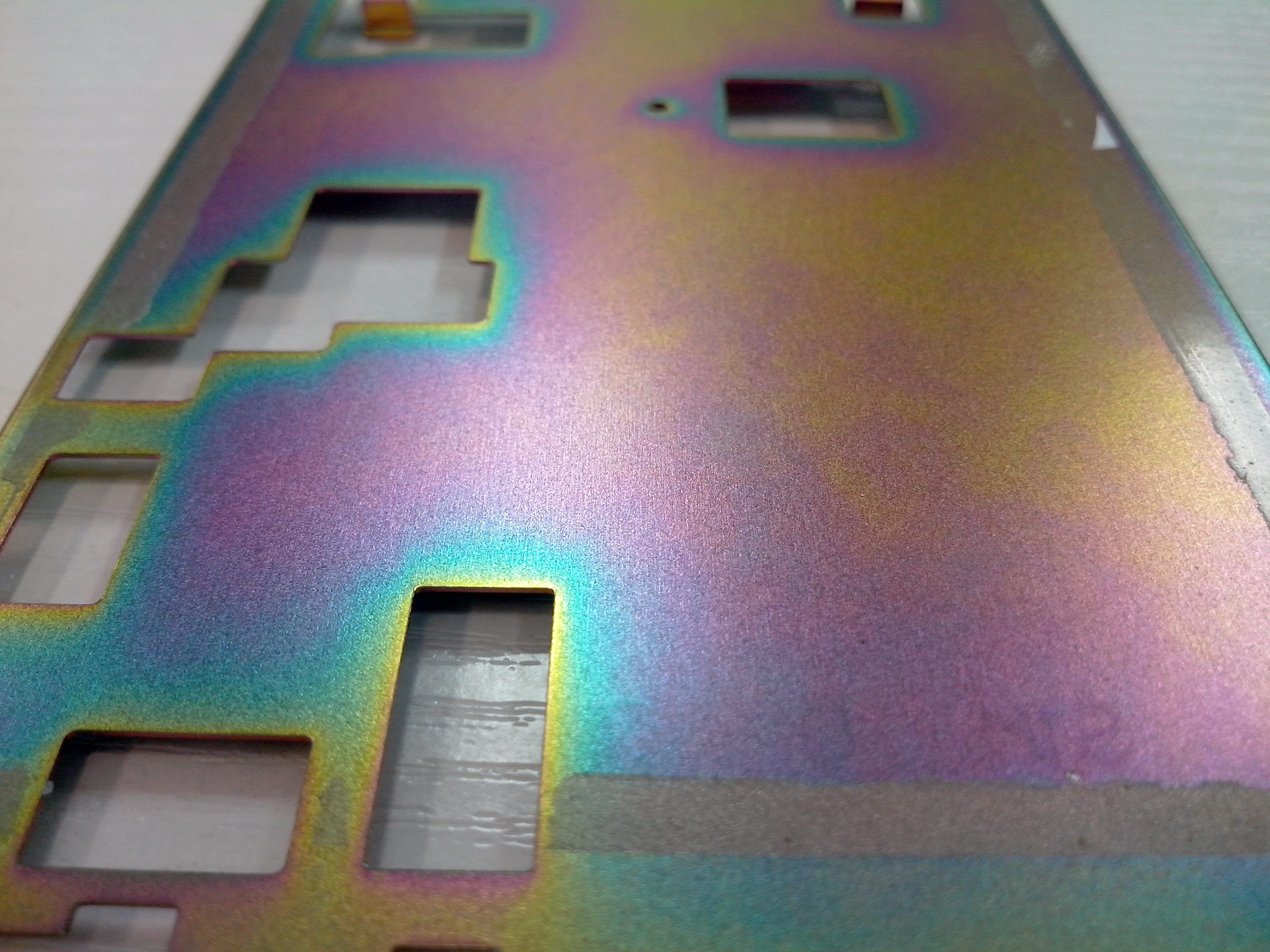
Bleuissage sur une pièce en métal.

Le bleuissage des métaux est un mode de protection appliqué dans l'industrie, dans lequel une réaction chimique oxydante sur une surface de fer forme sélectivement de la magnétite Fe3O4, l'oxyde noir de fer (par opposition à la rouille, oxyde rouge de fer Fe2O3). L'oxyde noir offre une certaine protection contre la corrosion s'il est également traité avec une huile de déplacement d'eau pour réduire le mouillage et l'action galvanique. Le bleuissage est souvent utilisé avec des casseroles en acier au carbone et en fonte, en conjonction avec le culottage.
Le bleuissage est un traitement superficiel thermochimique. C'est un traitement de diffusion, effectué dans un milieu oxydant. La surface du produit ferreux, qui a été polie, est recouverte d'une couche mince d'oxyde de couleur bleue. Cette couche mince adhère à la surface.